# Drawdown
O drawdown é a medida do declínio de um pico histórico em alguma variável (normalmente o lucro cumulativo ou o patrimônio líquido total de uma estratégia de negociação financeira).
Drawdown expressa quanto foi a queda do valor de um ativo em relação a sua cotação máxima. Dessa forma, o indicador pode ser utilizado para representar quanto dinheiro o investidor perdeu, em termos percentuais, em determinado ativo durante um período.
Ou seja, em termos técnicos, o drawdown representa a porcentagem da queda desde o mais recente ponto máximo de lucro, o qual é sujeito a acumulação.
Assim, observar o drawdown de um ativo pode ser um indicador essencial para definir e monitorar estratégias de investimento nos mercados financeiros. Isso devido ao fato dele indicar o quão estável ou instável se mostra um ativo. 
Um pouco mais formalmente, se {\textstyle X(t),\;t\geq 0} é um processo estocástico com {\textstyle X(0)=0}, a redução na hora {\displaystyle T}, denotado {\textstyle D(T)}, é definido como:{\displaystyle D(T)=\max \left[\max _{t\in (0,T)}X(t)-X(T),0\right]\equiv \left[\max _{t\in (0,T)}X(t)-X(T)\right]_{+}}O médio drawdown (AvDD) até o momento {\displaystyle T} é a média de tempo de rebaixamentos que ocorreram até o momento {\displaystyle T}:{\displaystyle \operatorname {AvDD} (T)={1 \over T}\int _{0}^{T}D(t)\,dt}O máximo drawdown (MDD) até o momento {\displaystyle T} é o máximo do drawdown ao longo do histórico da variável. Mais formalmente, o MDD é definido como:{\displaystyle \operatorname {MDD} (T)=\max _{\tau \in (0,T)}D(\tau )=\max _{\tau \in (0,T)}\left[\max _{t\in (0,\tau )}X(t)-X(\tau )\right]}

## Pseudocódigo
O pseudocódigo a seguir calcula o drawdown ("DD") e o máximo drawdown ("MDD") da variável "NAV", o valor líquido do ativo de um investimento. O drawdown e o máximo drawdown são calculados como porcentagens:
```
MDD = 0
peak = -99999

for
 i = 1 to N step 1 
do

    # 
peak
 será o valor máximo visto até o momento (0 a i), sendo atualizado apenas quando um NAV mais alto for detectado
    
if
 (NAV[i] > peak) 
then

        peak = NAV[i]
    
end if

    DD[i] = 100.0 × (peak - NAV[i]) / peak
    # Da mesma forma que a variável 
peak
, o MDD mantém o controle do rebaixamento máximo até o momento, sendo somente atualizado quando um DD maior for detectado.
    
if
 (DD[i] > MDD) 
then

        MDD = DD[i]
    
end if

end for
```

## Otimização dodrawdown
Um rápido vislumbre sobre a definição matemática de drawdown sugere dificuldade significativa em usar uma estrutura de otimização para minimizar a quantidade, sujeita a outras restrições; isso se deve à natureza não convexa do problema. No entanto, existe uma maneira de transformar o problema de minimização do drawdown em um programa linear.
Os autores começam propondo uma função auxiliar {\displaystyle \Delta _{\alpha }(x)}, onde {\displaystyle x\in \mathbb {R} ^{p}} é um vetor de retornos de portfólio, que é definido por:{\displaystyle \Delta _{\alpha }(x)=\min _{\zeta }\left\{\zeta +{1 \over {(1-\alpha )T}}\int _{0}^{T}[D(x,t)-\zeta ]_{+}\,dt\right\}}Eles chamam isso de drawdown condicional em risco (CDaR); isso é um aceno para o valor em risco condicional (CVaR), que também pode ser otimizado usando a programação linear. Existem dois casos limites a serem considerados:
- {\textstyle \lim _{\alpha \rightarrow 0}\Delta _{\alpha }(x)} é o médio drawdown
- {\textstyle \lim _{\alpha \rightarrow 1}\Delta _{\alpha }(x)} é o máximo drawdown